# Pseudomyrmex goeldii
Pseudomyrmex goeldii är en myrart som först beskrevs av Auguste-Henri Forel 1912.  Pseudomyrmex goeldii ingår i släktet Pseudomyrmex och familjen myror. Inga underarter finns listade i Catalogue of Life.